# Kopspijker
De originele kopspijker is een klein, geblauwd (gehard), vlijmscherp spijkertje, met een platte kop. Tegenwoordig vindt men meer de vertinde versie.
Kopspijkers worden voornamelijk gebruikt om stof of papier vast te timmeren. Om presenningband op scheepsluiken vast te spijkeren worden met opzet de geblauwde spijkers gebruikt, want als ze iets roesten, hechten ze beter in het hout.
Ze zijn onder veel andere namen bekend. Op het internet kan je ze vinden als:
- kwartpondjes
- halfpondjes
- driekwartpondjes.

De vertinde versie hangt in blisters in de winkel als:
- mechanieke spijkers
- meubelspijkertjes
- mechaniek nagels

Ook zijn ze bekend onder de naam: berachelspijkers
Kopspijkers zijn verkrijgbaar in lengten van:
- 10 mm
- 13 mm
- 16 mm

Kopspijkers
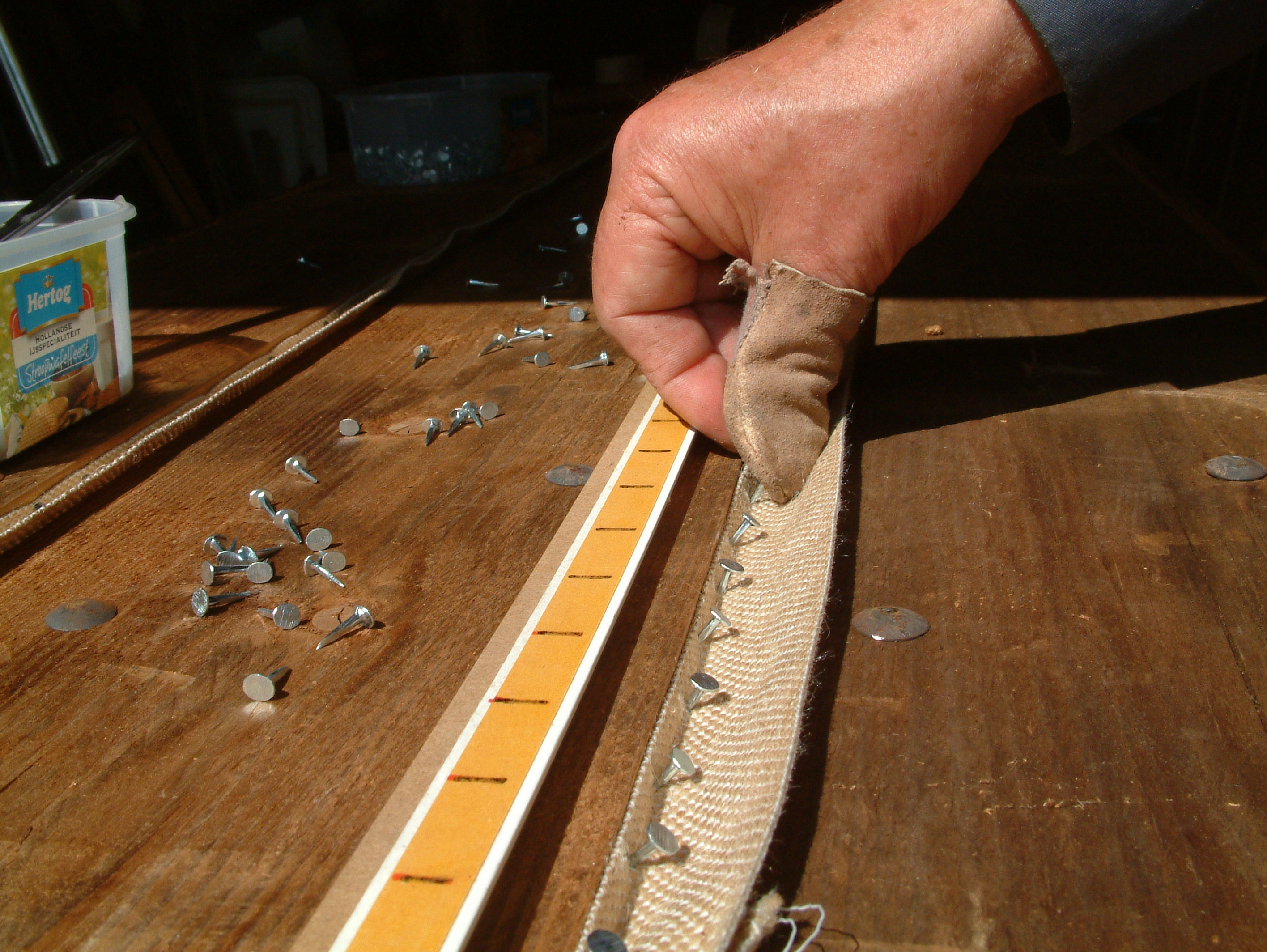
Vertinde spijkertjes
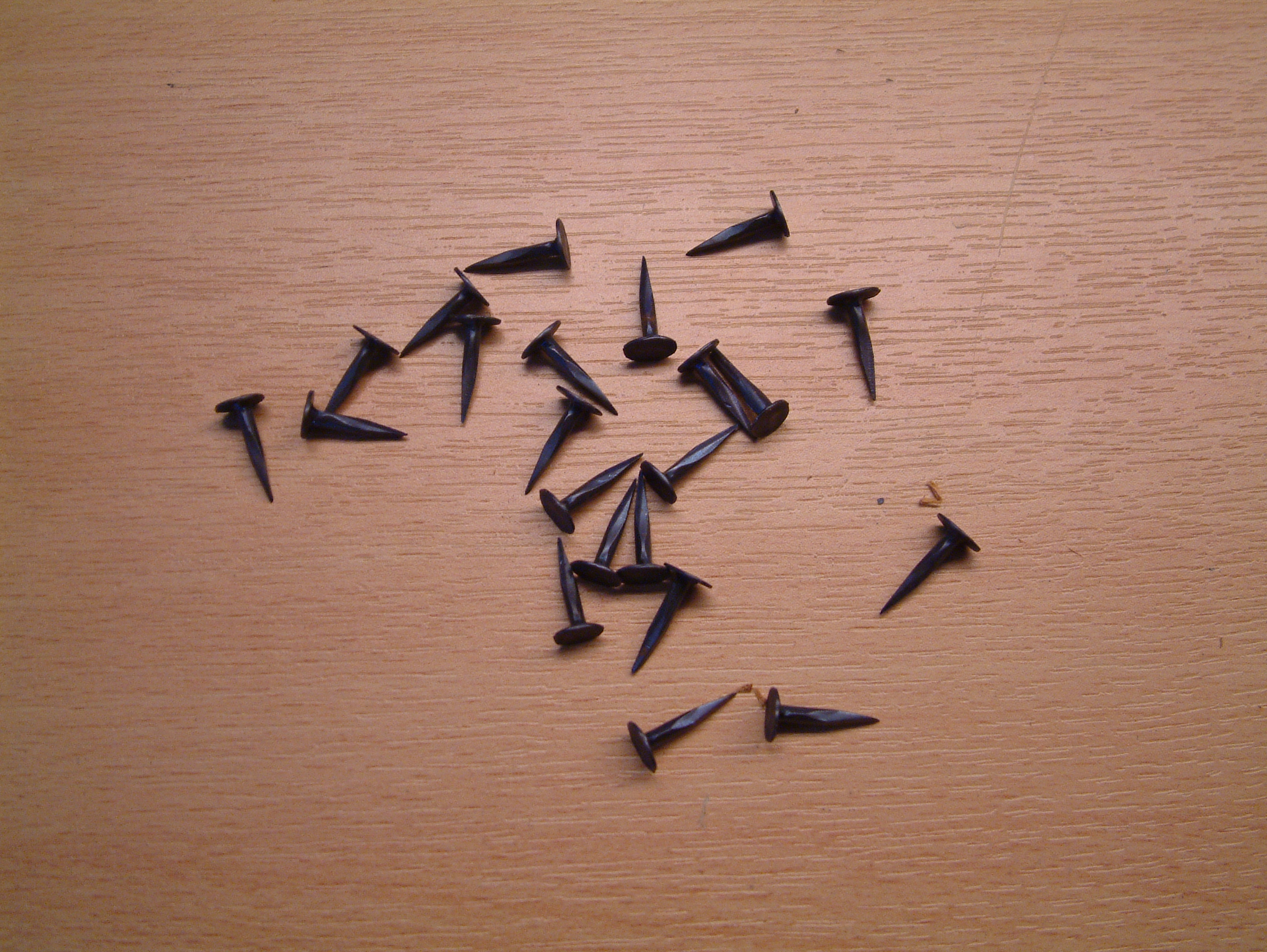
Geblauwde spijkertjes
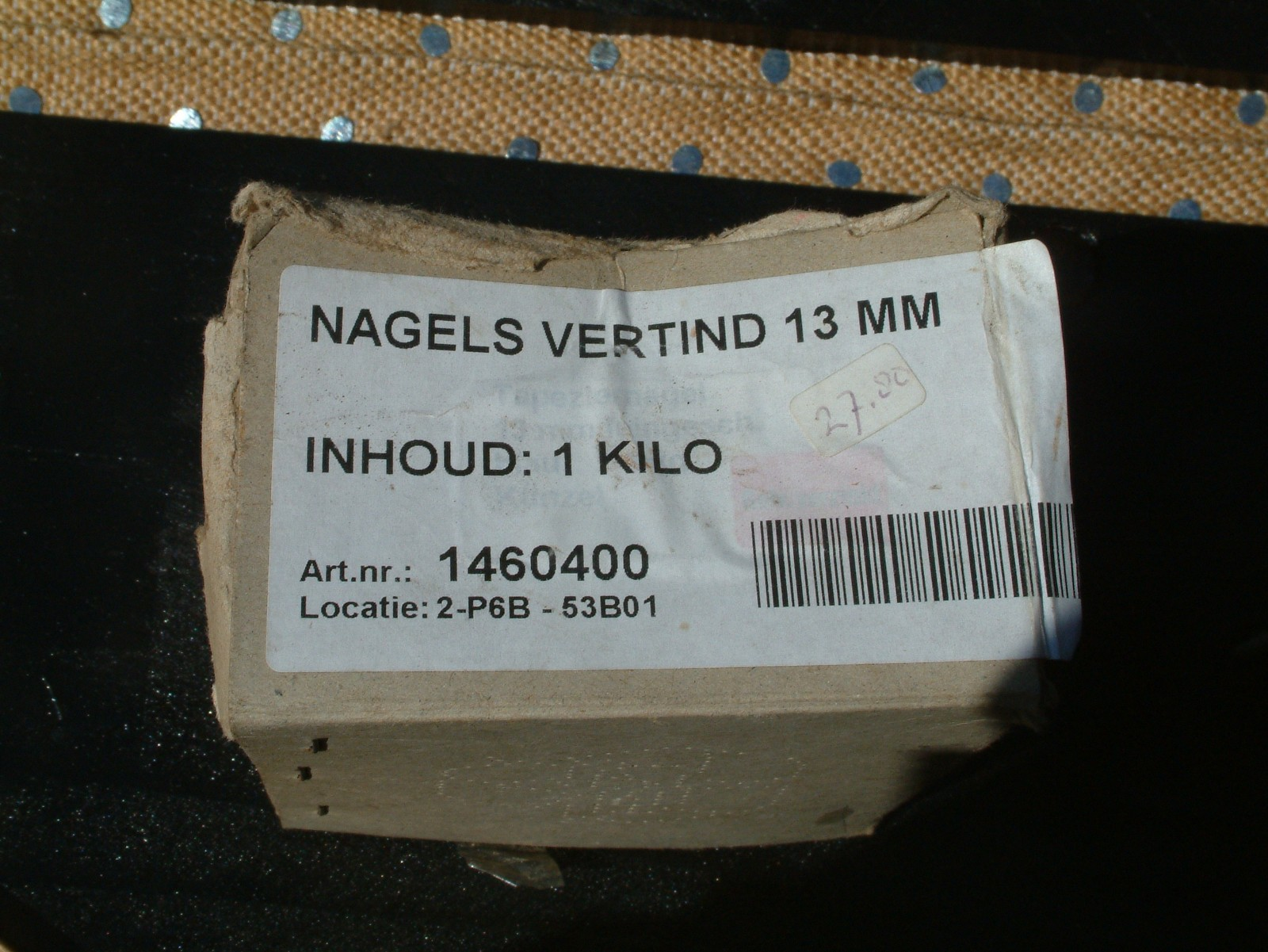
Doos met vertinde spijkertjes
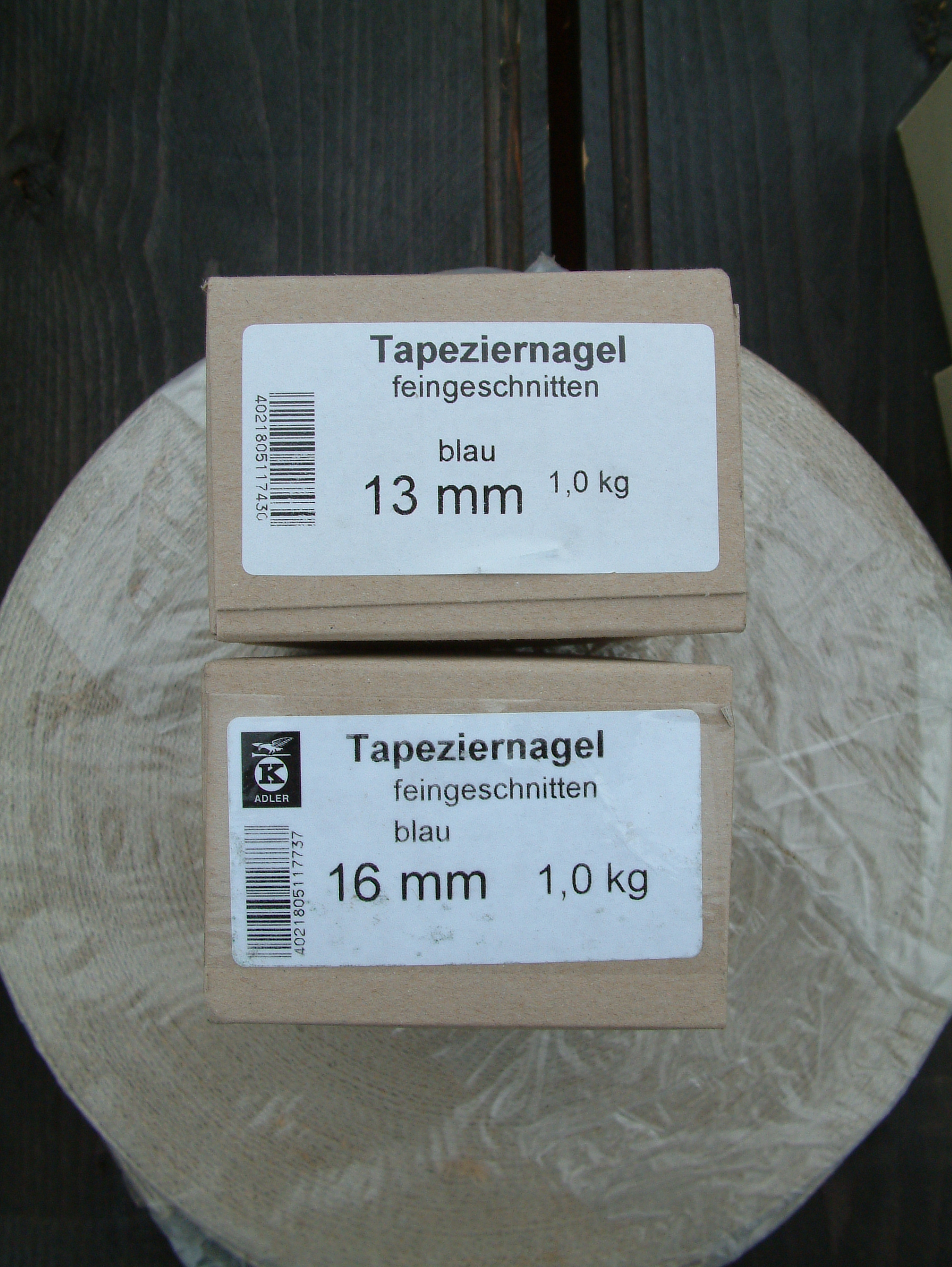
Dozen met geblauwde spijkertjes